# Breuvannes-en-Bassigny
Breuvannes-en-Bassigny és un municipi francès situat al departament de l'Alt Marne i a la regió del Gran Est. L'any 2007 tenia 722 habitants.

## Demografia

### Població
El 2007 la població de fet de Breuvannes-en-Bassigny era de 722 persones. Hi havia 295 famílies de les quals 97 eren unipersonals (57 homes vivint sols i 40 dones vivint soles), 101 parelles sense fills, 73 parelles amb fills i 24 famílies monoparentals amb fills.
La població ha evolucionat segons el següent gràfic:
Habitants censats

### Habitatges
El 2007 hi havia 380 habitatges, 302 eren l'habitatge principal de la família, 35 eren segones residències i 44 estaven desocupats. 340 eren cases i 39 eren apartaments. Dels 302 habitatges principals, 223 estaven ocupats pels seus propietaris, 68 estaven llogats i ocupats pels llogaters i 11 estaven cedits a títol gratuït; 1 tenia una cambra, 24 en tenien dues, 45 en tenien tres, 89 en tenien quatre i 142 en tenien cinc o més. 230 habitatges disposaven pel capbaix d'una plaça de pàrquing. A 137 habitatges hi havia un automòbil i a 102 n'hi havia dos o més.

### Piràmide de població
La piràmide de població per edats i sexe el 2009 era:
| Homes | Edats   | Dones |
| ----- | ------- | ----- |
| 0     | 95 o +  | 0     |
| 4     | 90 a 94 | 0     |
| 0     | 85 a 89 | 4     |
| 4     | 80 a 84 | 8     |
| 28    | 75 a 79 | 20    |
| 20    | 70 a 74 | 36    |
| 32    | 65 a 69 | 12    |
| 12    | 60 a 64 | 12    |
| 20    | 55 a 59 | 20    |
| 36    | 50 a 54 | 40    |
| 12    | 45 a 49 | 16    |
| 20    | 40 a 44 | 20    |
| 36    | 35 a 39 | 16    |
| 32    | 30 a 34 | 20    |
| 44    | 25 a 29 | 40    |
| 12    | 20 a 24 | 16    |
| 12    | 15 a 19 | 20    |
| 20    | 10 a 14 | 32    |
| 16    | 5 a 9   | 36    |
| 24    | 0 a 4   | 16    |

## Economia
El 2007 la població en edat de treballar era de 461 persones, 334 eren actives i 127 eren inactives. De les 334 persones actives 306 estaven ocupades (180 homes i 126 dones) i 28 estaven aturades (16 homes i 12 dones). De les 127 persones inactives 46 estaven jubilades, 30 estaven estudiant i 51 estaven classificades com a «altres inactius».

### Ingressos
El 2009 a Breuvannes-en-Bassigny hi havia 296 unitats fiscals que integraven 705 persones, la mediana anual d'ingressos fiscals per persona era de 15.322 €.

### Activitats econòmiques
Dels 35 establiments que hi havia el 2007, 1 era d'una empresa extractiva, 1 d'una empresa alimentària, 4 d'empreses de fabricació d'altres productes industrials, 5 d'empreses de construcció, 5 d'empreses de comerç i reparació d'automòbils, 3 d'empreses de transport, 4 d'empreses d'hostatgeria i restauració, 4 d'empreses de serveis, 7 d'entitats de l'administració pública i 1 d'una empresa classificada com a «altres activitats de serveis».
Dels 11 establiments de servei als particulars que hi havia el 2009, 1 era una oficina de correu, 1 una oficina bancària, 1 taller de reparació d'automòbils i de material agrícola, 2 fusteries, 3 lampisteries, 1 perruqueria, 1 veterinari i 1 restaurant.
Dels 2 establiments comercials que hi havia el 2009, 1 era una botiga de menys de 120 m² i 1 una sabateria.
L'any 2000 a Breuvannes-en-Bassigny hi havia 44 explotacions agrícoles que ocupaven un total de 3.175 hectàrees.

## Equipaments sanitaris i escolars
L'únic equipament sanitari que hi havia el 2009 era una farmàcia.
El 2009 hi havia una escola elemental.

## Poblacions més properes
El següent diagrama mostra les poblacions més properes.